# 오가사와라 나가나리

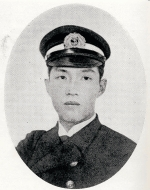
청일 전쟁 당시 군함 다카치호에 승선할 때 찍은 사진.

오가사와라 나가나리(일본어: 小笠原 長生, 1867년 12월 15일 ~ 1958년 9월 20일)는 일본 제국의 군인, 화족이다. 작위는 자작. (가라쓰)오가사와라가 다다토모계 제14대 당주.
노중 오가사와라 나가미치의 장남으로, 1873년 가라쓰번주였던 외조부 오가사와라 나가쿠니의 은거로 가독을 상속받았다. 1880년 가쿠슈인에 입학, 1884년 해군병학교에 입학하였다. 동년 7월 자작위를 수여받았다. 1887년 해군병학교를 14기로 졸업하였다. 동기는 스즈키 간타로, 사토 데쓰타로 등이 있다. 1889년 10월 해군 소위로 임관하였으며, 군함 "닛신", "아마시로", "야에야마", "다카치호" 등에서 복무하면서 청일 전쟁에 참전했다. 전쟁 뒤 청일 전쟁사 편찬위원을 맡아 군사사에 관한 집필 활동을 시작했다. 1899년 해군 소좌가 되었으며, 군함 "아사마"와 "지요다"에서 일했다. 1904년 7월 중좌가 되었으며, 러일 전쟁에 참전했다. 러일 전쟁에서 일본이 이긴 뒤인 1908년 대좌가 되었다.
1911년부터 1915년까지 가쿠슈인에서 일하면서 도고 헤이하치로와 함께 히로히토 황태자의 교육을 책임졌다. 군에서 퇴역한 1921년부터 1945년까지 궁중 고문관을 맡았지만, 1947년 GHQ의 공직 추방 처분에 따라 쫓겨난 뒤 이즈반도에 칩거했다. 1958년 91세의 나이로 죽었다.
2·26 사건 당시 반란 장교들로부터 심문을 당하기도 했다.

## 같이 보기
- 도고 헤이하치로